# Pistolet maszynowy MGD PM-9
MGD PM-9 – francuski pistolet maszynowy skonstruowany na przełomie lat 40. i 50. XX wieku przez Louisa Debuit. Nieprodukowany seryjnie.

## Historia
Pod koniec lat 40. XX wieku Louis Debuit pracujący w firmie Etablissements Merlin & Gerin rozpoczął prace nad nowym pistoletem maszynowym. Zamierzał skonstruować broń o zwartym, łatwym do przenoszenia kształcie, charakteryzującą się małym, łatwym do opanowania odrzutem. Aby osiągnąć te cele konstruktor postanowił opracować broń o nietypowym kształcie i zasadzie działania. Zastosował półswobodny, dwuczęściowy zamek którego jedna część wykonywała ruch obrotowy. Dzięki temu możliwe było zastosowanie krótkiej, a więc lekkiej komory zamkowej. Pierwsze prototypy były zasilane francuskim nabojem 7,62 × 20 mm Long, ale następne przeprojektowano przystosowując je do zasilania nabojem 9 mm Parabellum z magazynków identycznych z zastosowanymi w MP.40. W latach 1954–1955 wyprodukowano kilka tysięcy PM-9 w kilku wersjach różniących się długością lufy i rodzajem kolby (stała lub składana). W 1956 roku licencję na produkcję MP-9 sprzedano niemieckim zakładom Erma-Werke, ale powstało w nich tylko kilka pistoletów maszynowych tego typu, po czym Erma postanowiła skoncentrować się na produkcji bardziej klasycznych, tańszych, a więc łatwiejszych do sprzedania wzorów broni.
Pistolet maszynowy MP-9 nie został przyjęty na uzbrojenie żadnej formacji zbrojnej.

## Opis
PM-9 był bronią samoczynno-samopowtarzalną działającą na zasadzie odrzutu zamka półswobodnego. Strzelał z zamka otwartego. Zastosowano zamek o nietypowej konstrukcji. Jedna z jego części poruszała się typowo, ruchem posuwisto zwrotnym, natomiast druga miała kształt koła i była obrotowa. Po strzale naciskana przez łuskę element zamka cofał się próbując jednocześnie obrócić jego drugą część za pośrednictwem odpowiednio ukształtowanej krzywki. Masy poszczególnych części zamka oraz kształt krzywki były dobrane w ten sposób, aby łuska wysunęła się z komory zamkowej dopiero po osiągnięciu odpowiednio niskiego ciśnienia gazów prochowych w lufie. Zastosowany zamek półswobodny pozwalał na opracowanie lżejszej broni, niż w przypadku broni z zamkiem swobodnym. Dodatkowo konstrukcja zamka umożliwiała zastosowanie komory zamkowej o niewielkiej długości, co z jednej strony zmniejszało długość broni, z drugiej pozwalało na dalsze zmniejszenie masy broni. Wadą zastosowanego rozwiązanie było zwiększenie skomplikowania broni i kosztów jej produkcji. PM-9 był wyposażony w kurkowy mechanizm uderzeniowy i mechanizm spustowy umożliwiający strzelanie ogniem pojedynczym i seriami. PM-9 był zasilany z dwurzędowych magazynków identycznych z zastosowanymi w MP.40. W położeniu transportowym gniazdo magazynka było składane do przodu. Broń najczęściej wyposażano w prostą kolbę wygiętą ze stalowego drutu, składaną na grzbiet komory zamkowej. Proste przyrządy celownicze składały się z muszki i stałego celownika o nastawie 100 m.